# Sporocysta
Sporocysta je druhým larvální stádiem motolic. Vzniká přeměnou z miracidia po vniknutí do mezihostitelského plže. Sporocysta je vakovitý útvar, nemá žádné ústní ústrojí, přijímá živiny celým povrchem těla. Nachází se v těle plže v místě vstupu miracidia. Dělením buněk uvnitř sporocysty se postupně zvetšuje a z germinálních koulí vznikají uvnitř sporocysty mateřské rédie (motolice jaterní, Fascioloides magna) nebo další generace sporocyst (Schistosoma).